# Chato (Geita)
Chato es un valiato de Tanzania perteneciente a la región de Geita.
En 2012, el valiato tenía una población de 365 127 habitantes, de los cuales 17 508 vivían en la kata de Chato.
El valiato se ubica en la esquina suroccidental de la costa del lago Victoria y su territorio limita al oeste con la región de Kagera. La localidad se ubica en una 
península sobre la costa del lago, unos 50 km al noroeste de la capital regional Geita.

## Subdivisiones
Comprende las siguientes 22 katas:
- Bukome
- Buseresere
- Butengorumasa
- Buziku
- Bwanga
- Bwera
- Bwina
- Bwongera
- Chato
- Ichwankima
- Ilemela
- Ilyamchele
- Iparamasa
- Kachwamba
- Kasenga
- Katende
- Kigongo
- Makurugusi
- Muganza
- Muungano
- Nyamirembe
- Nyarutembo